# Trabes-i Péter
Trabes-i Péter (latinul: Petrus de Trabibus, franciául: Pierre de Trabes; ? – 1264 után) középkori francia teológus.
Ferences rendi szerzetes volt, és rendjében tanítói hivatallal rendelkezett. Saját állítása szerint 1264-ben megfigyelt egy üstököst, ami segít elhelyezni működési idejét. Egy Szentencia-kommentárt írt, amelyet azonban később elfeledtek, és csak több évszázad elteltével fedeztek fel a tudósok. Nézeteire Petrus Olivi hatott.

## Bővebb irodalom
- Étienne Gilson: A középkori filozófia története. Budapest: Kairosz Kiadó. 2015.  ISBN 9789636627850 , 485–486. o.